# جبر اسفل (روستا)
 جبر اسفل  به عربی ( الجَبر الأَسفَل  )، روستایی است در دهستان المَفَتاح از توابع استان اَبیَن در کشور یمن در شبه جزیره عربستان. 

## جمعیت
جمعیت آن (۹۰) نفر (۷ خانوار) می‌باشد.